# Lasy Sieniawskie
Lasy Sieniawskie (PLH180054) – projektowany specjalny obszar ochrony siedlisk, aktualnie obszar mający znaczenie dla Wspólnoty, położony na Płaskowyżu Tarnogrodzkim, o powierzchni 18 015,42 ha. Administracyjnie obszar mieści się w gminach Adamówka, Oleszyce, Sieniawa, Stary Dzików i Wiązownica.
W obszarze występują następujące typy siedlisk z załącznika I dyrektywy siedliskowej:
- grąd środkowoeuropejski i subkontynentalny (Galio-Carpinetum, Tilio-Carpinetum)[2]
- bory i lasy bagienne (Vaccinio uliginosi Betuletum pubescentis, Vaccinio uliginosi Pinetum, Pino mugo-Sphagnetum, Sphagno girgensohnii-Piceetum) i brzozowo-sosnowe bagienne lasy borealne[2]
- łęgi wierzbowe, topolowe, olszowe i jesionowe (Salicetum albo-fragilis, Populetum albae, Alnenion glutinoso-incanae) i olsy źródliskowe[2]
- łęg jesionowo-wiązowy Ficario-Ulmetum[2]
- łęgowe lasy dębowo-wiązowo-jesionowe (Ficario-Ulmetum)[2]
- żyzne buczyny (Dentario glandulosae Fagenion, Galio odorati-Fagenion)[2]
- kwaśne buczyny (Luzulo-Fagetum)[2]
- kwaśne dąbrowy (Quercion robori-petraeae)[2]
- zmiennowilgotne łąki trzęślicowe (Molinion)[2]
- niżowe i górskie świeże łąki użytkowane ekstensywnie (Arrhenatherion elatioris)[2]

Występują tu następujące gatunki z załącznika II:
- wilk Canis lupus
- bóbr Castor fiber
- wydra Lutra lutra
- traszka grzebieniasta Triturus cristatus
- kumak nizinny Bombina bombina
- pachnica dębowa Osmoderma eremita